# Hirune hime, rêves éveillés
Hirune hime, rêves éveillés (ひるね姫 〜知らないワタシの物語〜, Hirune hime: shiranai watashi no monogatari) est un film d'animation japonais réalisé par Kenji Kamiyama, sorti en 2017.

## Synopsis
Morikawa, une adolescente qui vit avec son père à Okayama, s'ennuie à l'école et passe son temps à rêver. Notamment de Heartland, un monde à la fois futuriste et médiéval, où elle est une princesse emprisonnée pour sorcellerie. Ancien, le nom de son personnage rêvé, a en effet le pouvoir de donner vie aux objets grâce à une tablette magique. Dans le monde réel, Morikawa a perdu sa maman et est élevée par son père Momotaro, un homme mutique qui passe la majeure partie de son temps dans son garage à réparer et à modifier des voitures. L'existence de Morikawa bascule quand il est arrêté par la police. Avec son ami Morio, elle va tenter de le libérer et de démêler le mystère de ses rêves étranges.

## Fiche technique
- Titre original : ひるね姫 〜知らないワタシの物語〜 (Hirune hime: shiranai watashi no monogatari?)
- Titre français : Hirune hime, rêves éveillés
- Réalisation : Kenji Kamiyama
- Scénario : Kenji Kamiyama
- Story-Board : Christophe Ferreira
- Animation : Cedric Herole, Kazuchika Kise, Motonobu Hori et Toshiyuki Kono
- Photographie : Hiroshi Tanaka
- Montage :
- Musique : Yoko Shimomura
- Production : Naoki Iwasa et Yoshiki Sakurai
  - Déléguée : Yoshitaka Hori, Shin'ichiro Inoue, Mitsuhisa Ishikawa, Daisuke Kadoya, Katsuji Morishita, Yoshio Nakayama, Ken Sakamoto, Makoto Takahashi, Masami Takahashi et Nozomu Takahashi
  - Exécutive : Takuya Ogawa
- Société de production : Signal.MD
- Sociétés de distribution : Eurozoom et Warner Bros. Pictures
- Pays d'origine :  Japon
- Langue originale : japonais
- Format : couleur
- Genre : animation
- Durée : 110 minutes
- Dates de sortie :
  - Japon : 2 mars 2017 (Festival de Yubari) ; 18 mars 2017 (sortie nationale)
  - France : 12 juin 2017 (Festival international du film d'animation d'Annecy 2017) ; 12 juillet 2017 (sortie nationale)

## Distribution

### Voix originales
- Yosuke Eguchi : Momotaro Morikawa
- Shinnosuke Mitsushima : Morio
- Tomoya Maeno : Kijita
- Mitsuki Takahata : Kokone Morikawa
- Arata Furuta : Watanabe
- Hideki Takahashi : Isshin Shijima
- Rie Kugimiya : Joy
- Wataru Takagi : Sawatari

### Voix françaises
- Geneviève Doang : Kokone Morikawa
- Cédric Dumond : Momotarô Morikawa
- Brice Montagne : Morio Sawatari
- Guillaume Orsat : Ichirô Watanabe
- Charlotte Hennequin : Joy
- Marc Gallier : Isshin Shijima
- Audrey Di Nardo : Chiko
- Olivier Piechaciye : Sawatari
- Franck Fischer : Kijita
- Reda Brissel : inspecteur Koyama
- Félix Lobo : inspecteur Tsukamoto